# Robert Naylor
Robert Naylor, né le 6 juillet 1996 à Pointe-Claire (Québec), est un acteur québécois.

## Biographie

### Jeunesse
Robert Naylor est né à Pointe-Claire, au Québec. Il a fait son secondaire à Royal West Academy, une école alternative à Montréal Ouest, Québec.

### Carrière
Robert Naylor est connu pour sa participation au film 10 ½ de Podz, où il tient le rôle principal, et il joue également dans la série populaire 19-2 le rôle de Théo. Il participe à la série jeunesse québécoise Subito texto dans le rôle de Francis Beaucage.
Du côté international, on a pu le voir dans le film Les Immortels de Tarsem Singh sorti en 2011. On a pu le voir en 2014 dans le film Every Thing Will Be Fine du réalisateur allemand Wim Wenders aux côtés de James Franco et Rachel McAdams.

## Filmographie

### Films
- 2010 : 10 ½ de Podz : Tommy Leblanc
- 2011 : Cyberintimidation
- 2011 : Les Immortels de Tarsem Singh : le jeune Thésée
- 2014 : Every Thing Will Be Fine de Wim Wenders : Christopher
- 2015 : Aurélie Laflamme : Les Pieds sur terre : Ami de Kathryne
- 2016 : 1:54 de Yan England : Francis
- 2017 : Sahara de Pierre Coré : Ajar
- 2018 : Quand l'amour se creuse un trou de Ara Ball
- 2019 : Répertoire des villes disparues de Denis Côté : Jimmy
- 2021 : Maria Chapdelaine : Lorenzo Surprenant
- 2021 : La Bataille de l'Escaut : Bill

### Téléfilms
- 2006 : Vengeance du passé (Circle of Friends) de Stefan Pleszczynski : le fils de Joan
- 2007 : Voices : Jamie
- 2009 : Fakers : le jeune Tanner
- 2011 : Le Mur de l'humiliation : Eric Hillridge

### Séries télévisées
- 2006 : À la conquête de Mars (Race to Mars) : Adam Erwin
- 2007 : Dead Zone : le jeune Johnny
- 2011-2015 : 19-2 : Théo
- 2011 : Bullet in the face : Klaus Moller
- 2011-2013 : Being Human : Stevie
- 2013 : Les Intimidés : l’intimidateur
- 2014-présent : Helix (« La Faucille »)
- 2014 : Subito texto : Francis Beaucage
- 2014 : Toute la vérité : Jessy Gravel
- 2014 : 30 vies : Francis Bertrand
- 2015 : Ascension : Matthew
- 2016-2017 : District 31 : Félix Cloutier (10 épisodes)
- 2017 : Cardinal : Keith
- 2017 : Bellevue : Jacob Cowan
- 2023 : À cœur battant
- 2024 : Société distincte : Julien

### Courts-métrages
- 2007 : Les Grands de Chloé Leriche : Tommy
- 2007 : Victor Gazon de Patrick Gazé : le narrateur
- 2009 : Alex and the Ghosts d’Éric Warin : Alex (voix)
- 2011 : Alone with Mr Carter de Jean-Pierre Bergeron : John